# Elecciones a la Junta General del Principado de Asturias de 2007
Las elecciones a la Junta General del Principado de Asturias de 2007 se celebraron el 27 de mayo de 2007 para elegir a los 45 diputados de la VII legislatura de la Junta General del Principado de Asturias. Coincidieron las elecciones municipales, además de las autonómicas en otros territorios. 
El PSOE perdió un escaño respecto a los anteriores comicios, mientras que el PP ganó uno. Los socialistas siguieron gobernando, pero esta vez con mayoría simple, al no llegarse a un acuerdo definitivo de gobierno con IU-BA-Los Verdes, que por su parte mantuvieron los cuatro escaños que tenían, a pesar de una leve pérdida de votos.
En un principio, el PSOE había obtenido un menor número de votos que el PP pero un escaño más (debido a que Asturias se divide en tres circunscripciones electorales), pero tras el recuento del voto de los emigrantes (CERA) los socialistas recuperaron el primer puesto.

## Candidaturas

### Federación Socialista de Asturias
La FSA filtró en abril de 2006 a los medios de comunicación que Vicente Álvarez Areces, presidente de Asturias desde 1999, se presentaría a la reelección. Las listas fueron aprobadas oficialmente por el partido en febrero de 2007, con Areces cómo cabeza de lista por la circunscripción central. Además, Javier Fernández sustituiría al histórico sindicalista, José Ángel Fernández Villa, como número dos.

### Partido Popular
Después de una serie de debates internos, en los que se llegaron a plantear a Gabino de Lorenzo o a Francisco Álvarez-Cascos cómo candidatos a la presidencia, en mayo de 2006, el Partido Popular de Asturias anunció que Ovidio Sánchez, líder del partido en las elecciones de 1999 y 2003, repetiría cómo cabeza de lista de la formación en Asturias. Su candidatura fue ratificada por el Comité Electoral Nacional del Partido Popular pocos días después.

### Izquierda Unida-Bloque por Asturies-Los Verdes
Izquierda Unida llegó en febrero de 2007 a un acuerdo de coalición con Los Verdes de Asturias, al que posteriormente se sumarían también Bloque por Asturies. El cabeza de lista de la coalición sería Jesús Iglesias Fernández y el número dos sería Javier Valledor, cabeza visible de Izquierda Unida en el gobierno.

## Campaña electoral
La campaña electoral tuvo una duración de 15 días, comenzando el día 11 de mayo de 2007 y finalizando el 25 de mayo de ese mismo año. El 26 de mayo tuvo lugar la jornada de reflexión.

## Resultados
Las elecciones dieron como ganador a la Federación Socialista Asturiana (FSA-PSOE), liderada por el entonces Presidente de Asturias, Vicente Álvarez-Areces. Obtuvo 21 escaños quedándose a 2 de la mayoría absoluta. Su socio de gobierno, IU, logró mantener sus 4 escaños, mientras que el Partido Popular obtuvo 20 escaños, uno menos que el PSOE.
El PP fue la fuerza más votada en la circunscripción central, mientras que el PSOE mantuvo su liderazgo en las circunscripciones occidental y oriental.
| ← Elecciones a la Junta General del Principado de Asturias de 2007 → |                                                                          |                          |         |       |         |     |
| Presidente y gobierno | Partido                                                                  | Candidato                | Votos   | %     | Escaños | +/- |
| - Presidente: Vicente Álvarez Areces - Gobierno: - PSOE (2007 - 2008) - PSOE- IU/BA/LV (2008 - 2010) - PSOE- IU/LV (2010 - ) - Censo: 981.802 - Votantes: 604.682 (61,59%) - Abstención: 377.120 (38,41%) - Válidos: 599.838 - A candidatura: 585.380 (97,6%) | Partido Socialista Obrero Español (PSOE)                                 | Vicente Álvarez Areces   | 252.201 | 42,04 | 21      | -1  |
| - Presidente: Vicente Álvarez Areces - Gobierno: - PSOE (2007 - 2008) - PSOE- IU/BA/LV (2008 - 2010) - PSOE- IU/LV (2010 - ) - Censo: 981.802 - Votantes: 604.682 (61,59%) - Abstención: 377.120 (38,41%) - Válidos: 599.838 - A candidatura: 585.380 (97,6%) | Partido Popular (PP)                                                     | Ovidio Sánchez           | 248.907 | 41,50 | 20      | +1  |
| - Presidente: Vicente Álvarez Areces - Gobierno: - PSOE (2007 - 2008) - PSOE- IU/BA/LV (2008 - 2010) - PSOE- IU/LV (2010 - ) - Censo: 981.802 - Votantes: 604.682 (61,59%) - Abstención: 377.120 (38,41%) - Válidos: 599.838 - A candidatura: 585.380 (97,6%) | Izquierda Unida-Bloque por Asturies-Los Verdes d'Asturies (IU-BA-VERDES) | Jesús Iglesias Fernández | 58.114  | 9,69  | 4       | =   |
| - Presidente: Vicente Álvarez Areces - Gobierno: - PSOE (2007 - 2008) - PSOE- IU/BA/LV (2008 - 2010) - PSOE- IU/LV (2010 - ) - Censo: 981.802 - Votantes: 604.682 (61,59%) - Abstención: 377.120 (38,41%) - Válidos: 599.838 - A candidatura: 585.380 (97,6%) | Unión Renovadora Asturiana-Partíu Asturianista (URAS-PAS)                | Sergio Marqués           | 13.314  | 2,22  | 0       |     |
| - Presidente: Vicente Álvarez Areces - Gobierno: - PSOE (2007 - 2008) - PSOE- IU/BA/LV (2008 - 2010) - PSOE- IU/LV (2010 - ) - Censo: 981.802 - Votantes: 604.682 (61,59%) - Abstención: 377.120 (38,41%) - Válidos: 599.838 - A candidatura: 585.380 (97,6%) | Unidá (Izquierda Asturiana - Los Verdes-Grupo Verde) (UNIDÁ)             | Ignaciu Llope            | 4.119   | 0,69  | 0       |     |
| - Presidente: Vicente Álvarez Areces - Gobierno: - PSOE (2007 - 2008) - PSOE- IU/BA/LV (2008 - 2010) - PSOE- IU/LV (2010 - ) - Censo: 981.802 - Votantes: 604.682 (61,59%) - Abstención: 377.120 (38,41%) - Válidos: 599.838 - A candidatura: 585.380 (97,6%) | Andecha Astur (AA)                                                       |                          | 2.770   | 0,46  | 0       |     |
| - Presidente: Vicente Álvarez Areces - Gobierno: - PSOE (2007 - 2008) - PSOE- IU/BA/LV (2008 - 2010) - PSOE- IU/LV (2010 - ) - Censo: 981.802 - Votantes: 604.682 (61,59%) - Abstención: 377.120 (38,41%) - Válidos: 599.838 - A candidatura: 585.380 (97,6%) | Partido Comunista de los Pueblos de España (PCPE)                        |                          | 2001    | 0,33  | 0       |     |
| - Presidente: Vicente Álvarez Areces - Gobierno: - PSOE (2007 - 2008) - PSOE- IU/BA/LV (2008 - 2010) - PSOE- IU/LV (2010 - ) - Censo: 981.802 - Votantes: 604.682 (61,59%) - Abstención: 377.120 (38,41%) - Válidos: 599.838 - A candidatura: 585.380 (97,6%) | Izquierda Republicana (IR)                                               |                          | 1.707   | 0,28  | 0       |     |
| - Presidente: Vicente Álvarez Areces - Gobierno: - PSOE (2007 - 2008) - PSOE- IU/BA/LV (2008 - 2010) - PSOE- IU/LV (2010 - ) - Censo: 981.802 - Votantes: 604.682 (61,59%) - Abstención: 377.120 (38,41%) - Válidos: 599.838 - A candidatura: 585.380 (97,6%) | Democracia Nacional (DN)                                                 |                          | 884     | 0,15  | 0       |     |
| - Presidente: Vicente Álvarez Areces - Gobierno: - PSOE (2007 - 2008) - PSOE- IU/BA/LV (2008 - 2010) - PSOE- IU/LV (2010 - ) - Censo: 981.802 - Votantes: 604.682 (61,59%) - Abstención: 377.120 (38,41%) - Válidos: 599.838 - A candidatura: 585.380 (97,6%) | Conceyu Astur (CONCEYU)                                                  |                          | 782     | 0,13  | 0       |     |
| - Presidente: Vicente Álvarez Areces - Gobierno: - PSOE (2007 - 2008) - PSOE- IU/BA/LV (2008 - 2010) - PSOE- IU/LV (2010 - ) - Censo: 981.802 - Votantes: 604.682 (61,59%) - Abstención: 377.120 (38,41%) - Válidos: 599.838 - A candidatura: 585.380 (97,6%) | Convergencia Democrática Asturiana (CDAS)                                |                          | 581     | 0,10  | 0       |     |
| - Presidente: Vicente Álvarez Areces - Gobierno: - PSOE (2007 - 2008) - PSOE- IU/BA/LV (2008 - 2010) - PSOE- IU/LV (2010 - ) - Censo: 981.802 - Votantes: 604.682 (61,59%) - Abstención: 377.120 (38,41%) - Válidos: 599.838 - A candidatura: 585.380 (97,6%) | En blanco                                                                | N/A                      | 14.458  | 2,41  | N/A     | N/A |
| - Presidente: Vicente Álvarez Areces - Gobierno: - PSOE (2007 - 2008) - PSOE- IU/BA/LV (2008 - 2010) - PSOE- IU/LV (2010 - ) - Censo: 981.802 - Votantes: 604.682 (61,59%) - Abstención: 377.120 (38,41%) - Válidos: 599.838 - A candidatura: 585.380 (97,6%) | Nulos                                                                    | N/A                      | 4.844   | 0,49  | N/A     | N/A |

### Por circunscripciones
| Candidatura   | Candidatura   | Asturias | Asturias | Asturias | Asturias    |         | Central | Central | Central     | Central | Occidental | Occidental | Occidental  | Occidental | Oriental | Oriental | Oriental    | Oriental |
| Candidatura   | Candidatura   | Votos    | %        | Esc.     | Crecimiento | Votos   | %       | Esc.    | Crecimiento | Votos   | %          | Esc.       | Crecimiento | Votos      | %        | Esc.     | Crecimiento |          |
| ------------- | ------------- | -------- | -------- | -------- | ----------- | ------- | ------- | ------- | ----------- | ------- | ---------- | ---------- | ----------- | ---------- | -------- | -------- | ----------- | -------- |
|               | FSA-PSOE      | 252.201  | 43,08%   | 21       | 1           | 188.510 | 41,25%  | 15      |             | 40.372  | 51,18%     | 3          | 1           | 23.319     | 47,13%   | 3        |             |          |
|               | PP            | 248.907  | 42,52%   | 20       | 1           | 197.089 | 43,13%  | 15      | 1           | 30.710  | 38,93%     | 3          |             | 21.108     | 42,66%   | 2        |             |          |
|               | IU-BA-LV      | 58.114   | 9,93%    | 4        |             | 49.756  | 10,89%  | 4       |             | 5.555   | 7,04%      | 0          |             | 2.803      | 5,67%    | 0        |             |          |
| Otros         | Otros         | 26.158   | 4,47%    | 0        |             | 21.661  | 4,73%   | 0       |             | 2,251   | 2,85%      | 0          |             | 2.246      | 4,54%    | 0        |             |          |
|               |               |          |          |          |             |         |         |         |             |         |            |            |             |            |          |          |             |          |
| Total         | Total         | 585.380  | 100,00%  | 45       | 0           | 457.016 | 100,00% | 34      | -           | 78.888  | 100,00%    | 6          | -           | 49.476     | 100,00%  | 5        | 0           |          |
| En blanco     | En blanco     | 14.143   | 14.143   | 14.143   | 14.143      | 11.844  | 11.844  | 11.844  | 11.844      | 1.464   | 1.464      | 1.464      | 1.464       | 835        | 835      | 835      | 835         |          |
| Nulo          | Nulo          | 4.433    | 4.433    | 4.433    | 4.433       | 3.159   | 3.159   | 3.159   | 3.159       | 771     | 771        | 771        | 771         | 503        | 503      | 503      | 503         |          |
|               |               |          |          |          |             |         |         |         |             |         |            |            |             |            |          |          |             |          |
| Participación | Participación | 623.149  | 623.149  | 63,84%   | 63,84%      | 487.632 | 487.632 | 63,36%  | 63,36%      | 84.599  | 84.599     | 65,75%     | 65,75%      | 50.918     | 50.918   | 65,38%   | 65,38%      |          |

## Acontecimientos posteriores
Areces fue reelegido presidente de Asturias en segunda votación, tras no haber sido capaz de reeditar el acuerdo de coalición que mantenía con Izquierda Unida. Tanto en la primera votación, cómo en la segunda, únicamente obtuvo el apoyo de los 20 diputados de la FSA, mientras que IU y el PP se abstuvieron.